# 黑點圓鰺
黑點圓鰺（学名：Decapterus punctatus）为輻鰭魚綱鱸形目鱸亞目鲹科圆鲹属的鱼类，分布於西大西洋加拿大新斯科細亞省至巴西里約熱內盧；東大西洋摩洛哥至南非海域，為亞熱帶海水魚，棲息深度0-100公尺，體呈長橢圓形，體上半部為綠色，下半部為銀白色，頭部至尾柄有一黃色條紋，背鰭2個，背鰭硬棘9枚、背鰭軟條30-34枚、臀鰭硬棘3枚、臀鰭軟條26-29枚，尾鰭叉形，鰓蓋通常有1個黑斑，體長可達30公分，棲息在沿海淺水域，以橈腳類等為食，可做為食用魚及餌魚。